# Lachesilla pedicularia
Lachesilla pedicularia is een insect uit de orde van de stofluizen (Psocoptera). De wetenschappelijke naam van de soort werd als Hemerobius pedicularius in 1758 gepubliceerd door Carl Linnaeus. Linnaeus dacht dus met een bruine gaasvlieg te maken te hebben, maar plaatste de soort ook, als Termes fatidicum, bij de termieten.

## Synoniemen
- Termes fatidicum Linnaeus, 1758 (Isoptera)
- Hemerobius flavicans Linnaeus, 1758 (Neuroptera)
- Hemerobius abdominalis Fabricius, 1775
- Hemerobius pusillus Müller, 1776
- Psocus nigricans Stephens, 1836 (Psocoptera)
- Psocus dubius Stephens, 1836
- Psocus domesticus Burmeister, 1839
- Psocus binotatuss Rambur, 1842
- Psocus salicis Hagen, 1861
- Psocus geologus Walsh, 1862
- Leptopsocus exiguus Reuter, 1899
- Lachesilla limbata Enderlein, 1924
- Caecilius nigrotuberculatus Curran, 1925
- Lachesilla stigmalis Navas, 1932